# Václav Schwab
Václav Schwab (16. listopadu 1862 Brandýs nad Labem – 28. dubna 1939 Praha) byl český poštovní úředník a spisovatel.

## Životopis
Narodil se v rodině kupce Václava Schwaba a Rakušanky Aloysie Körner z Lince. Měl sedm sourozenců: Arnošta Schwaba Polabského (1860–1936) překladatele z polštiny, Karla (1861), Rudolfa (1864), Marii (1865), Arnoštku (1867–1923), Huga (1869) a Emmu (1870). S manželkou Vilmou (1872) měl dvě dcery: Zdeňku (1891) a Annu (1893).
Absolvoval reálné gymnázium v Praze, studoval práva na Právnické fakultě Univerzity Karlovy (1882–1884), ale studia nedokončil. Byl poštovním místoředitelem a přednostou poštovního úřadu novinového v Praze.
Psal články, kritiky a povídky do novin a časopisů Vesna, Volné směry, Ženské listy, Česká politika, Literární listy, Moravská orlice, Ruch, Květy, Lumír, Hlas národa, Máj, Zlatá Praha, Topičův sborník, Venkov, Naše Polabí. Používal pseudonymy Pavel List a V. Š. Silván.
V Praze XII bydlel na adrese Chodská 23.

## Dílo

### Próza
- Pestré listí: povídky – 1902
- Stesky a úsměvy: novely a povídky – Praha: J. Otto, 1903
- Na různých strunách: povídky – 1905
- Chvíle lásky: novely – Praha: J. Otto, 1908
- Meteor: román – Praha: J. R. Vilímek, 1910
- Růžové obláčky: veselé povídky – Praha: F. Šimáček, 1910
- Ztišené vlny: črty a podobizny – Praha: Edvard Beaufort, 1911
- Kouzlo nálady: novely – 1913
- Zbožňovaná a jiné novely – 1914
- Věštec a jiné povídky starosvětské – 1915
- Soumračné chvíle: novely – Praha: Nebeský a Beznoska, 1923
- Hlasy dávného jara – 1926
- Za humny – 1930

### Drama
- Mandarin: veselohra v jednom jednání – od J. P. Holšta; z dánštiny přeložil Václav Petrů. Dostaveníčko: žert o jednom jednání – napsal Václav Schwab. Milostný lístek: žert v jednom jednání – od Michala Baluckého; autorizovaný překlad od Arnošta Schwaba Polabského. Praha: M. Knapp, 1885